# Зилахи, Лайош

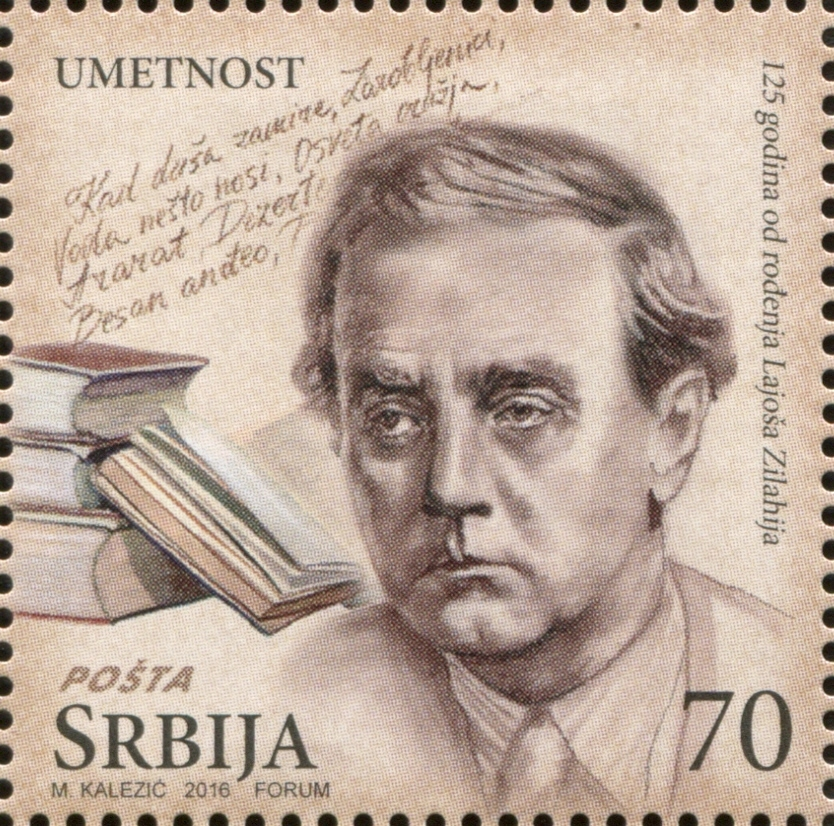
Почтовая марка Сербии 2016 года, посвящённая к 125-летию со дня рождения венгерского прозаика и драматурга Лайоша Зилахи

Лайош Зилахи (венг. Zilahy Lajos; 27 марта 1891 — 1 декабря 1974) — венгерский прозаик и драматург. Родился в городе Гроссалонта, Австро-Венгрия, теперь Салонта, Румыния (в Трансильвании), которая тогда была частью Королевства Венгрии, части Австро-Венгрии. Зилахи изучал право в университете Будапешта. Во время Первой мировой войны он был ранен на Восточном фронте — опыт, который позже повлиял на его бестселлер «Двое заключенных (Két fogoly)».
Лайош Зилахи принимал активное участие в развитии кино. Его роман «Что-то дрейфует на воде» (Valamit Visz Viz) был дважды экранизирован. Его пьеса «Генерал» стала фильмами в 1930 и 1931 гг.
Был редактором арт-журнала «Híd» (Мост) в 1940—1944. Издание критиковало как фашизм, так и коммунизм. В 1939 году Зилахи создал киностудию под названием «Pegazus», где проработал до конца 1943. В 1944 году вышла его пьеса «Tornyok» (Деревянные башни), которая была запрещена цензурой.
Лайош Зилахи стал генеральным секретарем Венгерского ПЕН-клуба, но его либеральные взгляды конфликтовали сначала с режимом Хорти, а позже с коммунистическим правлением, поэтому в 1947 году писателю пришлось покинуть Венгрию. Он переехал в США, где он закончил «A Dukay család», трилогию романов о мнимой аристократической венгерской фамилии и её истории со времен Наполеона до современной Югославии.
Был женат на дочери Иштвана Барчи, венгерского политического и государственного деятеля.
Умер в городе Нови-Сад, Сербия.
Некоторые из его романов были переведены на болгарский, хорватский, чешский, датский, голландский, английский, эстонский, финский, французский, немецкий, итальянский, японский, польский, румынский, сербский, словацкий, испанский (преимущественно), шведский и турецкий языки, а некоторые из его пьес на немецкий, итальянский и испанский. Издание коротких рассказов доступно на испанском языке.

## Публикации
- Zilahy Lajos versei 1914—1916 Beöthy Zsolt előszavával (1916);
- Az ökör és más komédiák (1920);
- Halálos tavasz (1922);
- Szépapám szerelme (1922);
- A jégcsap (1923);
- Hazajáró lélek (1923);
- Az ezüstszárnyú szélmalom (1924);
- Süt a nap (1924);
- Csillagok (1925);
- Zenebohócok (1925);
- Két fogoly (1926);
- A világbajnok (1927);
- Valamit visz a víz (1928);
- A fehér szarvas (1929);
- Versek (1929);
- Leona (1930?);
- Úrilány (1932?);
- A lélek kialszik (1932);
- A tésasszony (1932);
- Tűzmadár (1932);
- Fehér hajó (1932?);
- A tizenkettedik óra (1933);
- Az utolsó szerep (1935);
- A fegyverek visszanéznek (1936);
- Szűz és gödölye (1937);
- Gyümölcs a fán (1938);
- Kisebb elbeszélések (1939);
- A földönfutó város (1939);
- Csöndes élet (1941);
- Szépanyám (1943);
- Fatornyok (1943);
- Ararát (1947);
- A Dukay család (1967-68).